# چوئو-کو، ساپورو
چوئو-کو (به لاتین: Chūō-ku) یک منطقهٔ مسکونی در ژاپن است که در ساپورو واقع شده‌است. چوئو-کو ۴۶٫۴۲ کیلومتر مربع مساحت و ۲۱۶٬۶۰۱ نفر جمعیت دارد.